# Rethona
Rethona is een geslacht van vlinders van de familie houtboorders (Cossidae).

## Soorten
- R. albifasciata (Hampson, 1910)
- R. strigosa Walker, 1855